# 諫早幸作
諫早 幸作（いさはや こうさく、1994年11月19日 - ）は、日本の俳優。長崎県出身。劇団東京乾電池、ノックアウト所属。

## 出演

### テレビドラマ
- A LIFE〜愛しき人〜(2017年、TBS)
- 日曜プライム ドラマスペシャル 警部補・碓氷弘一 〜マインド〜（2018年11月25日、テレビ朝日）-沢登拓海 役
- 平成物語 〜なんでもないけれど、かけがえのない瞬間〜 第5話 (2019年3月23日、フジテレビ)
- 不甲斐ないこの感性を愛してる (2019年4月1日、フジテレビ)
- サイン -法医学者 柚木貴志の事件- 第3話 (2019年、テレビ朝日)
- 監察医朝顔 第11話 (2019年、フジテレビ) -佐野役
- 盤上の向日葵 第2話 (2019年、NHK BS)
- 時効警察はじめました 第4話 (2019年、テレビ朝日) -バーテンダー役
- 連続テレビ小説 エール 10週（2020年3月、NHK） -井上晃役
- ナイルパーチの女子会（2021年） - 田崎洋平 役
- ソロ活女子のススメ シーズン1 第2話（2021年4月10日、テレビ東京） - カップルの男性客 役
  - ソロ活女子のススメ シーズン2 第5話（2022年5月5日） - 給任スタッフ 役
  - ソロ活女子のススメ シーズン3 最終話（2023年6月22日） - 蔵元 役
  - ソロ活女子のススメ シーズン4 第10話（2024年6月6日） - カップルの男性客 役
  - ソロ活女子のススメ シーズン5 第3話（2025年4月17日） - 植栽スタッフ 役[1]
- 悪女（わる）〜働くのがカッコ悪いなんて誰が言った?〜 第2話・第8話（2022年4月20日・6月1日、日本テレビ）
- 海の見える理髪店  (2022年5月9日、NHK BS)  - 長髪の男 役
- 錦糸町パラダイス〜渋谷から一本〜 第4話（2024年8月3日、テレビ東京）[2]

### バラエティ・情報番組
- そう言えば良かったのか！絶体絶命アンサー(2016年、テレビ朝日)
- 痛快TV スカッとジャパン (2016年、フジテレビ)

### 映画
- 怒り(2016年9月17日公開 東宝) 李相日監督
- リングサイド・ストーリー (2017年10月14日公開) 武正晴監督
- AMY SAID (2017年9月30日公開) 監督・脚本 村本大志
- 居眠り磐音 (2019年5月17日公開 松竹) 元木克英監督
- 映画 少年たち(2019年3月29日公開 松竹) 元木克英監督
- ある船頭の話(2019年9月13日公開) 監督・脚本 オダギリジョー
- 人数の町(2020年9月4日公開) 監督・脚本 荒木伸二
- わたし達はおとな(2022年6月10日公開) 監督・脚本 加藤拓也
- almost people「長女のはなし」(2023年9月30日公開) 監督・石井岳龍[3]
- そこにきみはいて（2025年11月28日公開予定）監督・脚本 竹馬靖具[4]

### 舞台
- アクターズ・ラボ第8期卒業生公演 海辺のバカ(2015年3月20日 - 3月24日、下北沢駅前劇場)
- 夏の夜の夢(2015年7月31日 - 8月1日、那覇市新都心公園内テント)
- ハイキング(2015年11月21日 - 11月23日、新宿サニーサイドシアター)
- 眠レ、巴里(2016年10月13日 - 10月16日、アトリエ乾電池)
- 夏の夜の夢(2017年4月15日、明治座)
- 長屋紳士録(2017年8月18日 - 8月20日、北とぴあつつじホール)
- イリーニャの兄弟(2018年6月6日- 6月27日、アトリエ乾電池)
- 劇団た組。第17回目公演『貴方なら生き残れるわ』（2018年11月21日 - 25日、彩の国さいたま芸術劇場 小ホール)
- 劇団東京乾電池公演「飛んで孫悟空」(2019年1月11日 - 1月20日、下北沢ザ・スズナリ)
- 劇団た組。第19回目公演『今日もわからないうちに』（2019年8月28日 - 9月1日、シアタートラム）
- 劇団東京乾電池公演「卵の中の白雪姫」(2020年2月14日 - 2月23日、下北沢ザ・スズナリ)
- 劇団た組。インターネット公演『要、不急、無意味（フィクション）』（2020年4月18日 - 4月19日）
- 配信作品「curfew」(2020年6月16日-6月30日)
- 劇団東京乾電池公演「さらだ殺人事件」(2023年9月22日 - 9月24日、アトリエ乾電池）
- 劇団東京乾電池公演「十二人の怒れる男」(2023年1月5日 - 1月9日、下北沢ザ・スズナリ）
- 自主企画公演 動物園物語（2023年12月15日-12月17日、下北沢スターダスト）
- 劇団た組「ドードーが落下する」（2025年1月10日 - 2月16日、KAAT神奈川芸術劇場 大スタジオ 他）[5]

### CM
- DHC 「持続型ビタミンシリーズ」

### MV
- Shurkn Pap「WHERE IS THE LOVE?」(3月20日配信)